# Фонтан с медведем (Выборг)
Фонтан с медведем — фонтан на Театральной площади Выборга, в оформлении которого использована одна из двух статуй медведей, оставшихся от разрушенного в военное время здания вокзала и включённых в перечень объектов культурного наследия народов РФ. Другая скульптура медведя расположена в Треугольном сквере рядом с Вокзальной площадью.

## История
В 1901 году был объявлен архитектурный конкурс на проект нового здания выборгского железнодорожного вокзала. Победил проект архитектора Элиэля Сааринена, который совместно с зодчим Германом Гезелиусом построил к 1913 году новое гранитное здание в стиле национального романтизма. Силуэт и оформление здания имели много общего с Хельсинкским вокзалом, возведённым теми же архитекторами. Но, если фасад вокзала в Хельсинки украшен изображениями исполинов со светильниками работы Эмиля Викстрёма, то на фасаде выборгского вокзала скульптором Евой Гюльден были размещены изваяния двух женщин с венками, у ног которых располагались две пары медведей. По мнению искусствоведа Е. Е. Кеппа, эта композиция символизировала победу духа над материей. Исследователем А. С. Мысько отмечается многообразие символических значений статуй медведей, включающее роль медведя как посредника между землёй и небом у северных народов, признание его царём зверей в культуре народов Северной Европы, а также почитание медведицы в качестве священного животного и спутницы богини Артемиды (Дианы).

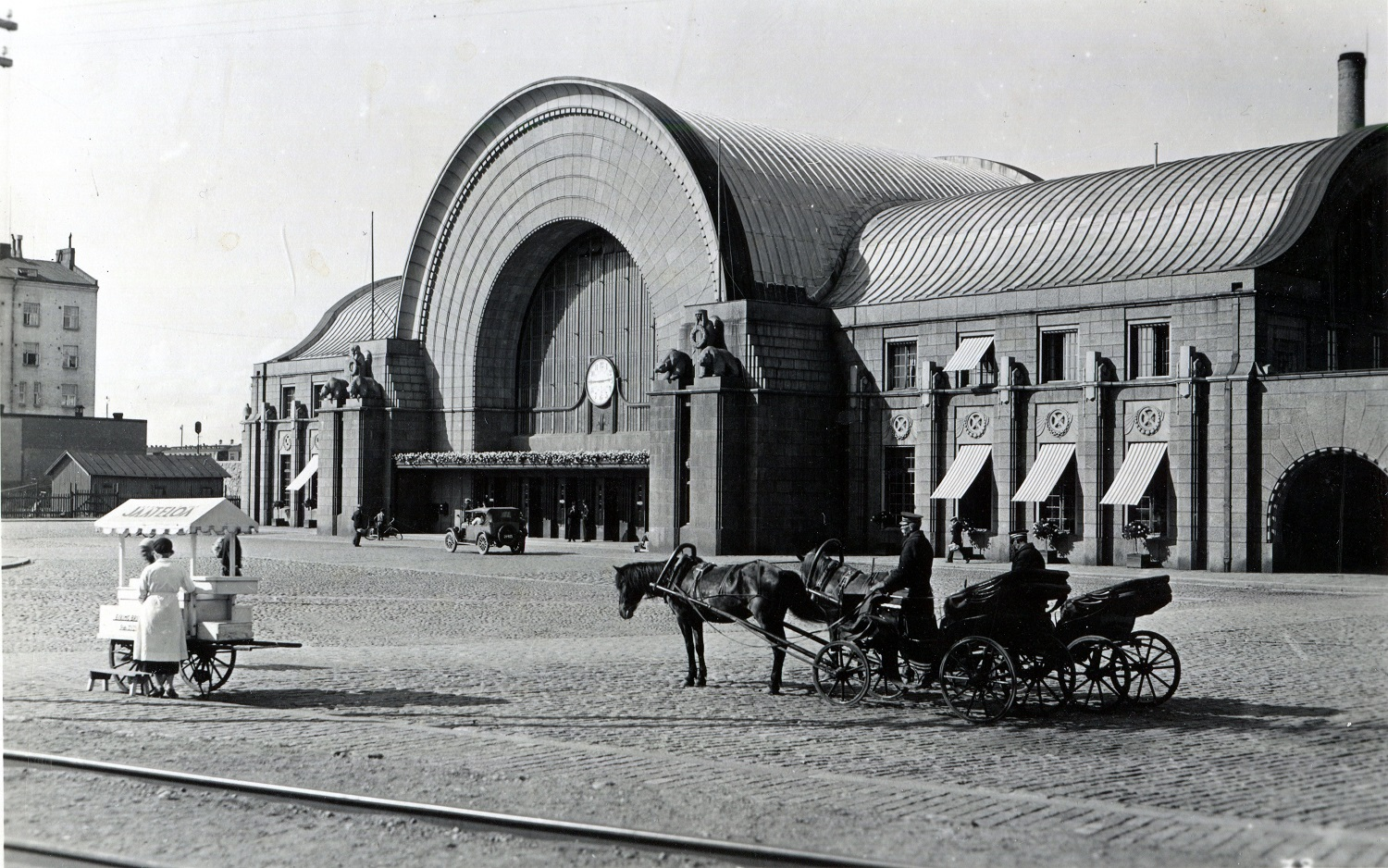
Старый выборгский вокзал
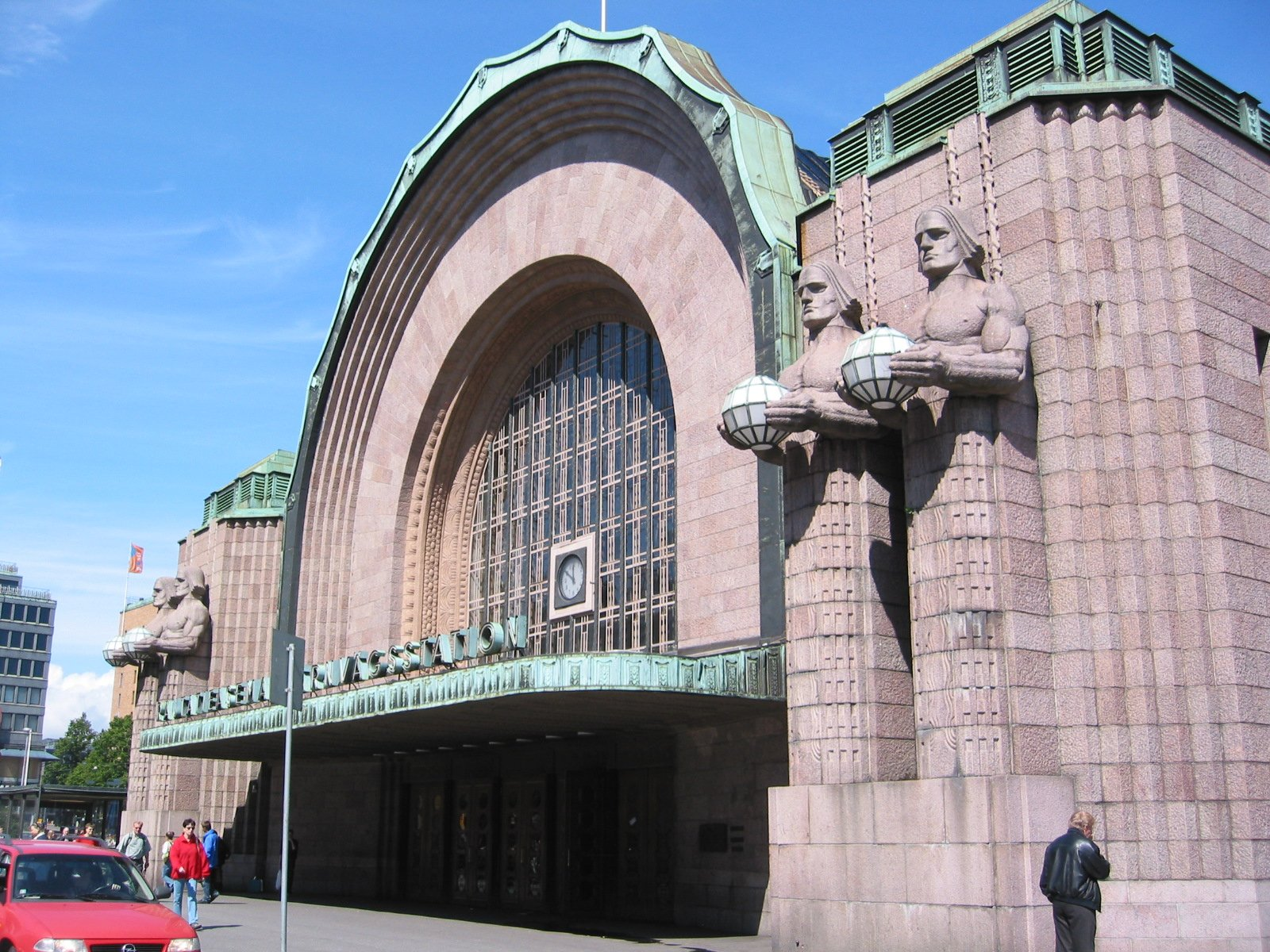
Хельсинкский вокзал
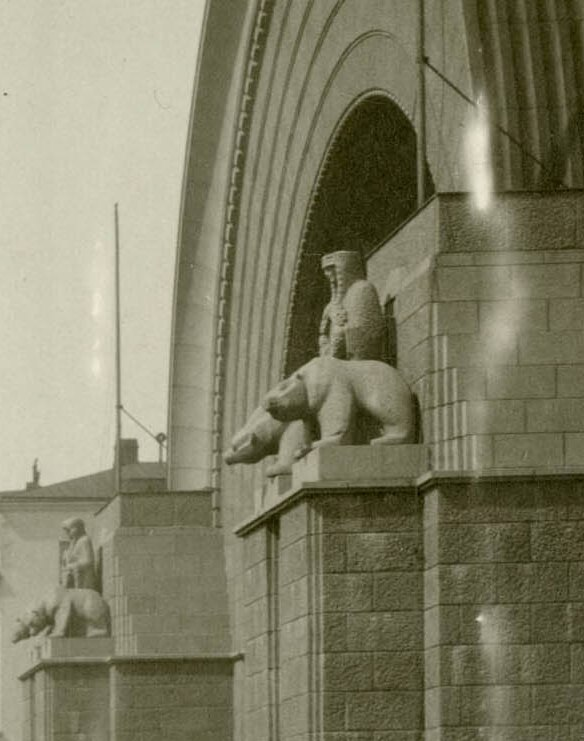
Статуи на фасаде старого выборгского вокзала
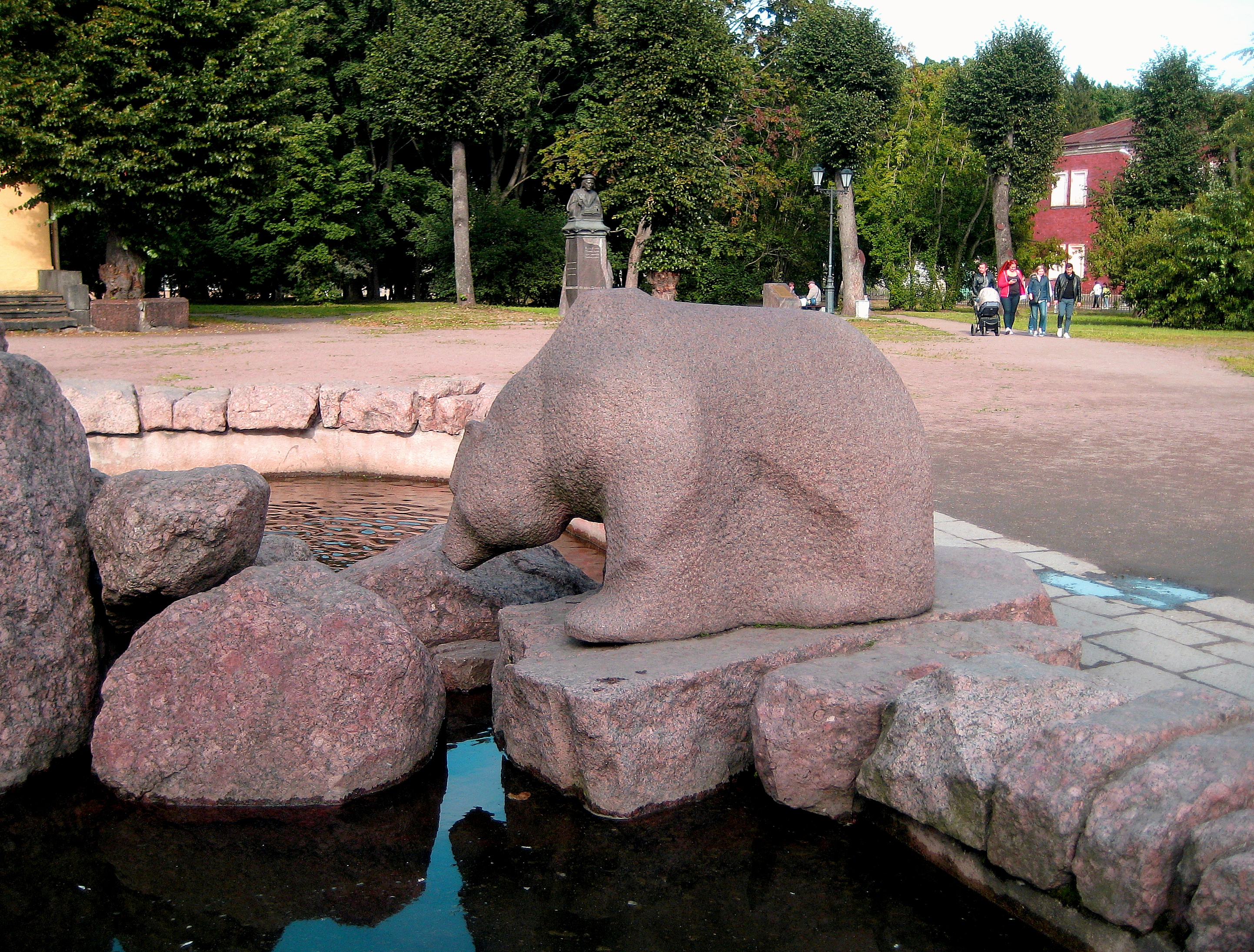
Фонтан с медведем

Разной оказалась судьба скульптур: хельсинкские исполины приобрели символическое значение, в то время как скульптурные изображения женщин были утрачены в 1941 году вместе с разрушенным в ходе советско-финской войны 1941−1944 г. зданием выборгского вокзала, от которого осталась небольшая часть — багажное отделение, а также две гранитные статуи медведей. Одну из них в послевоенное время установили на детской площадке в парке имени Ленина, а затем перенесли к собору Петра и Павла на Пионерской площади и превратили в часть фонтанной композиции, спроектированной в 1960 году архитектором В. Я. Фогелем. Скульптура медведя была внесена в перечень памятников культуры, утверждённый постановлением Совета Министров РСФСР от 30 августа 1960 года № 1327.
Источник жидкости, призванный заменить собой утраченный фонтан «Девушка Иматры», на протяжении длительного периода времени не действовал, но 2012—2013 годах восстановлен. В 2022 году проведён новый ремонт фонтана: установлена подсветка, заменены насосы и трубы.
Второй из сохранившихся медведей получил большие повреждения и долгое время находился на складе комбината благоустройства, размещавшемся на Певческом поле, но в 1974 году перенесён на соседнюю детскую площадку во дворе дома в Каменном переулке, а в 2015 году отреставрирован и установлен в Треугольном сквере рядом с Вокзальной площадью. Эта скульптура охраняется государством в составе исторического поселения город Выборг.